# Mélilot officinal
Melilotus officinalis
Espèce
Classification phylogénétique
Le Mélilot officinal ou Mélilot jaune (Melilotus officinalis, Trigonella officinalis et une vingtaine de synonymes dont Melilotus arvensis), est une espèce de plantes à fleurs de la famille des Fabacées (Légumineuses), sous-famille des Faboideae, tribu des Trifolieae. C'est une plante herbacée à fleurs jaunes naturellement présente en Europe et introduite dans de nombreuses régions du monde. Elle présente un intérêt comme plante fourragère, plante mellifère et pour ses propriétés pharmacologiques.

## Étymologie
Littéralement « Lotus à miel » (du grec meli, miel, lotos, lotus). Il s'agit probablement du « lotus trifolié » de Dioscoride.

## Noms vernaculaires
Mélilot officinal, Mélilot jaune, Petit-trèfle jaune, Trèfle jaune, Couronne royale, Luzerne bâtarde, Herbe aux puces, Trèfle-de-Cheval, Trèfle odorant, Trèfle-des-Sorciers, Trèfle des mouches, Trèfle sauvage, Mirlirot.
en : melilot, Ribbed Melilot, sweet yellow clover,  de : Honigklee, Gelbe Steinklee, ro : sulfina, it : meliloto.

## Description
C'est une plante bisannuelle, de 30 à 120 cm de haut, à tiges dressées, à nombreuses petites fleurs jaunes disposées en grappes allongées. La floraison a lieu de juin à octobre. Les feuilles ont trois folioles denticulées. Les fruits sont des gousses droites non arquées, vert noirâtre à maturité. Cette plante contient de la coumarine, qui lui donne une odeur agréable.
Le mélilot officinal peut produire plus de 100 000 graines par plant qui demeurent viables de nombreuses années, jusqu'à 40 ans et plus, dans le sol.

## Répartition et habitat
L'espèce est endémique dans les régions tempérées de l'Europe à l'Himalaya occidental et la péninsule arabique.
Elle est introduite dans de nombreux pays sur tous les continents.

## Culture
Le mélilot officinal pousse bien dans les mêmes conditions de sol et de climat que la luzerne tout en étant plus résistant au froid et même tolérant à la salinité. Il fleurit souvent, monte facilement à graines et devient ligneux. Il a été largement cultivé dans de nombreuses régions du monde (grandes plaines et plateaux semi-arides à sols neutres à légèrement basiques et climat continental) mais est aujourd'hui presque complètement remplacé par la luzerne dont la sélection a produit des variétés de meilleure qualité fourragère moins ligneuses et qui ne présentent pas le problème d'un taux de coumarine élevé.
En Amérique du Nord, le mélilot officinal est utilisé comme fourrage et engrais vert. En Chine, il est cultivé comme fourrage, pour l'amélioration des sols et comme plante pionnière pour restaurer des pâturages dégradés où les tiges sont valorisées comme combustible et les parties fines comme fourrage.
Le mélilot officinal est une plante très méllifère appréciée des abeilles. Il constitue un bon engrais vert. On la trouve fréquemment dans la rotation culturale en agriculture biologique.

## Fourrage
En alimentation animale, la plante doit être consommée jeune par les troupeaux et nécessite un temps d'adaptation des animaux au pâturage car elle peut provoquer des ballonnements.
Le pâturage direct ne présente pas de risques d'intoxication au dicoumarol, car celui-ci n'apparaît que lorsqu'une moisissure attaque le fourrage humide.
Utilisée comme fourrage, le mélilot présente en effet un risque de provoquer chez les bovins la maladie du « mélilot gâté » lorsque le foin mal séché moisit. Mais tous les foins moisis ne sont pas toxiques et le taux de moisissure du fourrage n'est pas un indicateur du taux de dicoumarol. L'empoisonnement au dicoumarol du mélilot advient généralement en hiver et ne devient apparent qu'après 2 semaines d'ingestion de foin contaminé. Le dicoumarol traverse la barrière foetale et peut causer des avortements chez les vaches gestantes alimentées au fois pendant la période hivernale.  
Une des préventions de décès du bétail par absorption de dicoumarol consiste à faire des rotations de fourrage de moins de deux semaines alternant mélilot et autres types de fourrage.
La « maladie du mélilot » a été décrite en 1924 par le vétérinaire américain Frank Schofield qui a découvert qu'elle est provoquée par du mélilot mal stocké. L'effet anticoagulant a été signalé à l'attention du biochimiste Karl Paul Link en 1933 par un fermier du Wisconsin, Ed Carson, dont les vaches mouraient d'hémorragie. Link a ainsi pu rechercher la molécule responsable, la coumarine du mélilot, transformée dans certaines conditions en dicoumarol, un agent anticoagulant.
Cette découverte a permis la création d'un anticoagulant de synthèse, le coumaphène, ou warfarine, utilisé pour tuer les rats et les souris et comme médicament chez les personnes présentant un risque accru de développer un caillot sanguin.

## Consommation humaine
Pour la consommation humaine, la plante est comestible fraîche ou sous forme séchée mais présente des risques toxiques sous certaines conditions. Les fleurs sont récoltées en été, puis séchées et utilisées telles quelles ou sous forme de gélules, d’extraits secs et liquides, etc. 
La consommation de mélilot officinal récolté soi-même est fortement déconseillée. Une mauvaise conservation peut en effet entraîner la transformation des coumarines de la plante en dicoumarol, un puissant anticoagulant qui peut provoquer des accidents hémorragiques graves.

### Usage médicinal
Le mélilot officinal est une plante médicinale dont les sommités fleuries sont utilisées dans des préparations de phytothérapie. Il est disponible sous forme de crème, de comprimés ou de liquide.
Il ne faut pas substituer le mélilot officinal avec le mélilot blanc (Melilotus alba) ou le mélilot bleu (Trigonella caerulea), parfois mentionnés comme médicinaux.
Classé dans la famille des veinotoniques, le mélilot officinal contient des flavonoïdes capables d'un effet protecteur sur les vaisseaux sanguins ainsi que des substances de la famille des coumarines inhibiteurs de la coagulation sanguine et susceptibles de réduire les œdèmes.
Le mélilot officinal est reconnu par l’Agence européenne des médicaments pour son usage « traditionnellement établi » pour soulager les symptômes d’inconfort et de lourdeur des jambes liés aux troubles circulatoires veineux mineurs et, en applications locales, dans le traitement des inflammations mineures de la peau. La Coopération scientifique européenne en phytothérapie reconnaît son usage dans le traitement « des symptômes de l’insuffisance veineuse et des varices ».
Des études ont montré que le mélilot officinal pouvait également contribuer à réduire les lymphœdèmes (gonflements du bras) consécutifs à l'ablation des ganglions de l'aisselle lors d'un traitement d'un cancer du sein. 
Son usage contre les troubles légers du sommeil est mal documenté.

### Effets indésirables, contre-indications
Des effets indésirables (maux de tête, troubles gastro-intestinaux) du mélilot officinal ont été signalés. Le surdosage peut produire des vomissements.
La prise de mélilot officinal est contre-indiquée en cas de troubles hépatiques ou de prise d'un traitement avec des médicaments anticoagulants.
L’Agence européenne des médicaments déconseille l’usage du mélilot chez les personnes de moins de dix-huit ans et pendant la grossesse et l’allaitement.

### Usage culinaire
Le mélilot officinal peut s'utiliser frais, mais sa saveur est alors très discrète. 
On l'utilise plutôt en faisant sécher soigneusement et rapidement les fleurs pour le conserver et surtout pour éviter la toxicité du dicoumarol. C'est sous cette forme séchée que les fleurs de mélilot (souvent conservées séchées réduites en poudre plus ou moins fine) expriment leurs arômes de vanille, de foin, d'amande amère, dus à la coumarine. On le compare également à la fève tonka, également riche en coumarine. On peut alors le faire infuser dans de l'eau, du lait, de la crème, du beurre, du chocolat ou bien émietté pour parfumer des desserts: compotes de fruits (pomme, poire, griotte, myrtille, fraise, rhubarbe, framboise…), crème frangipane, pâtes à crêpes, pancakes, gâteaux, cookies, beignets. On peut l'utiliser dans le tiramisu, allié avec le café. Au Canada, on l'utilise avec les produits dérivés du sirop d'érable.
Le mélilot officinal est aussi utilisé pour accommoder les produits de la mer que sont les noix de St Jacques, langoustines ou crevettes. On l’utilise également dans les soupes et potages de courges et de patates douces. Il peut remplacer la noix de muscade ou le macis dans les béchamels, gratins… ou encore pour aromatiser des gelées. On le marie également avec la truffe pour agrémenter une purée de chou-fleur.
Les graines sont utilisées comme aromate.

## Galerie photos

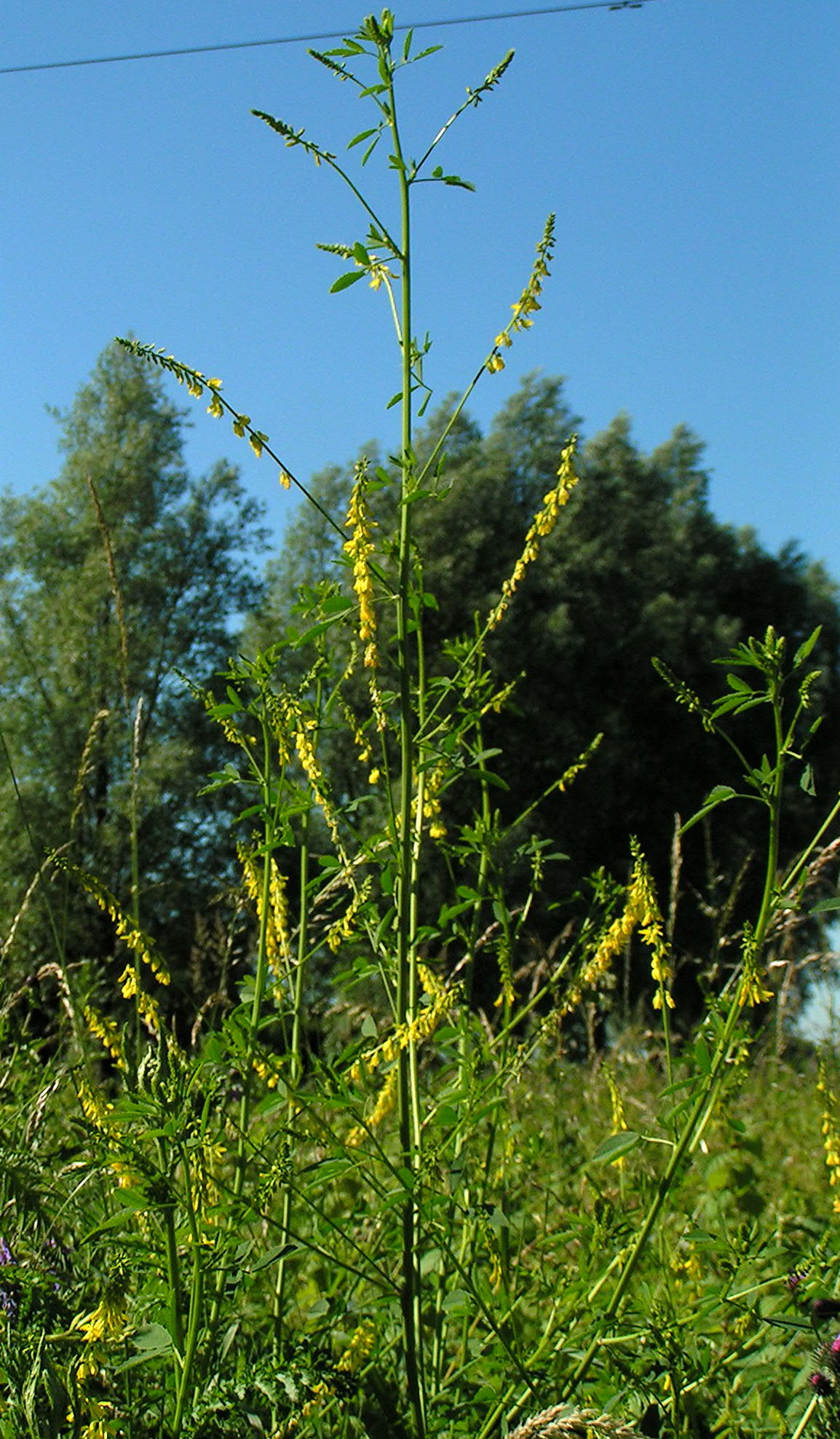
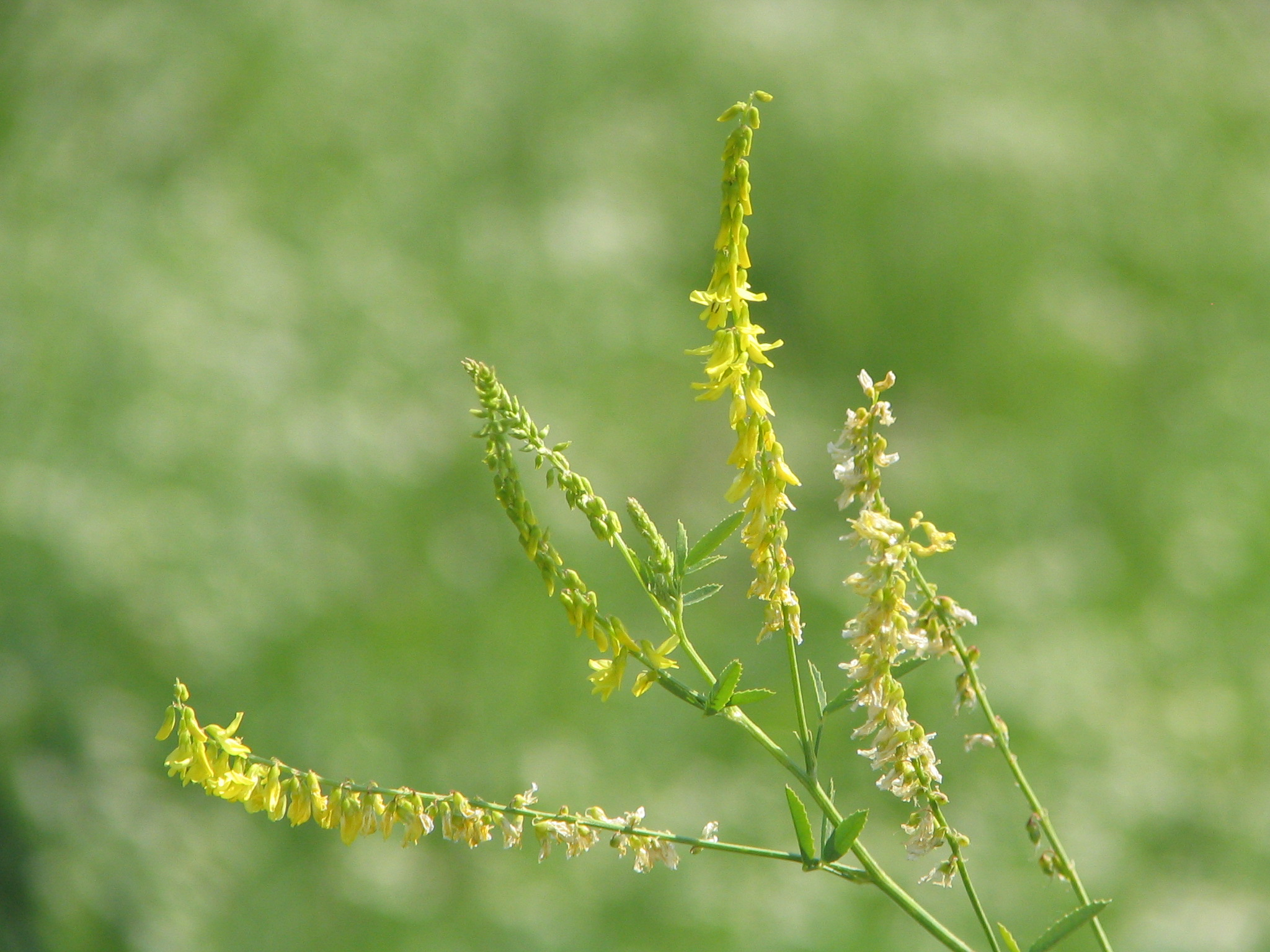
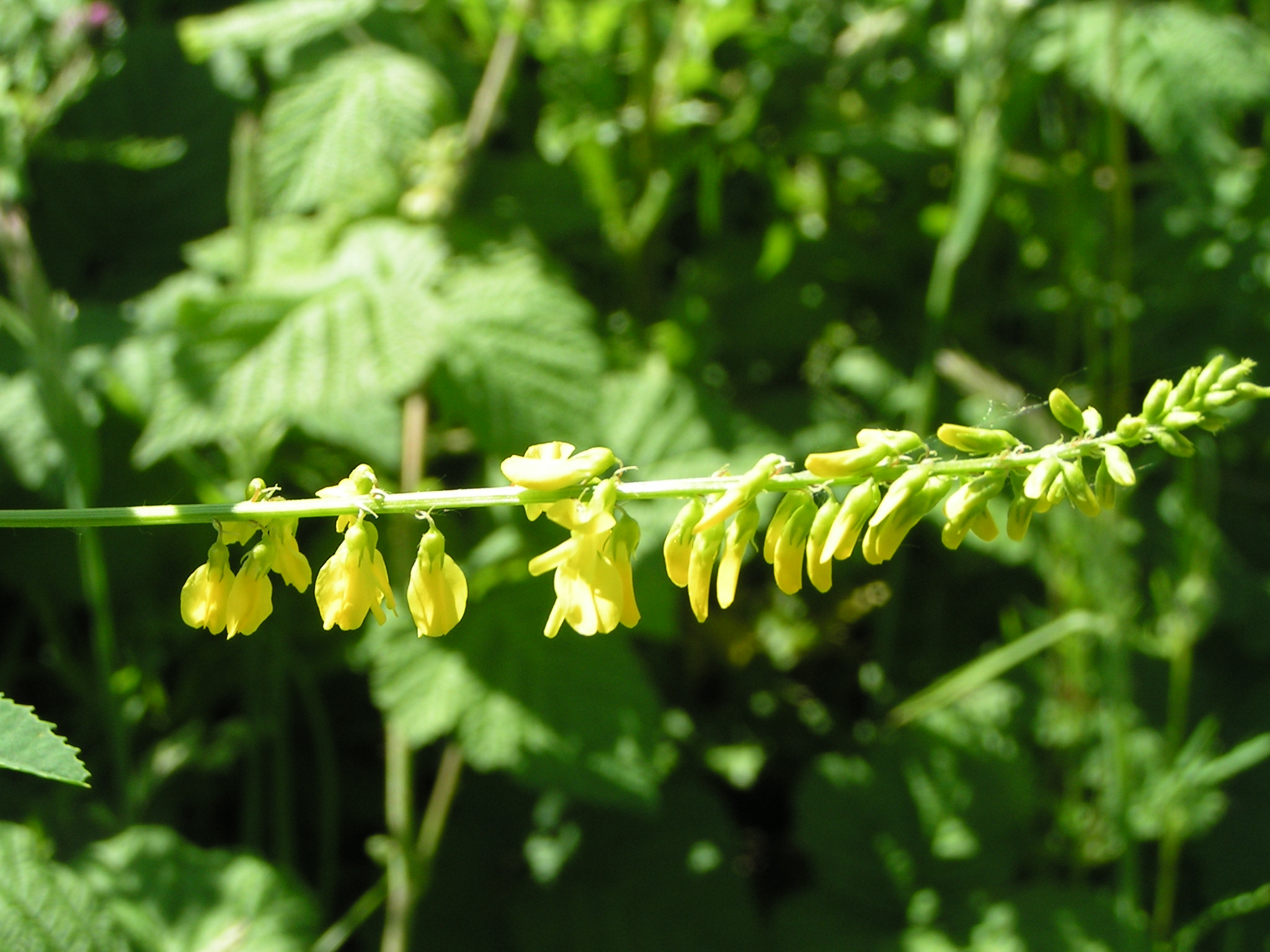
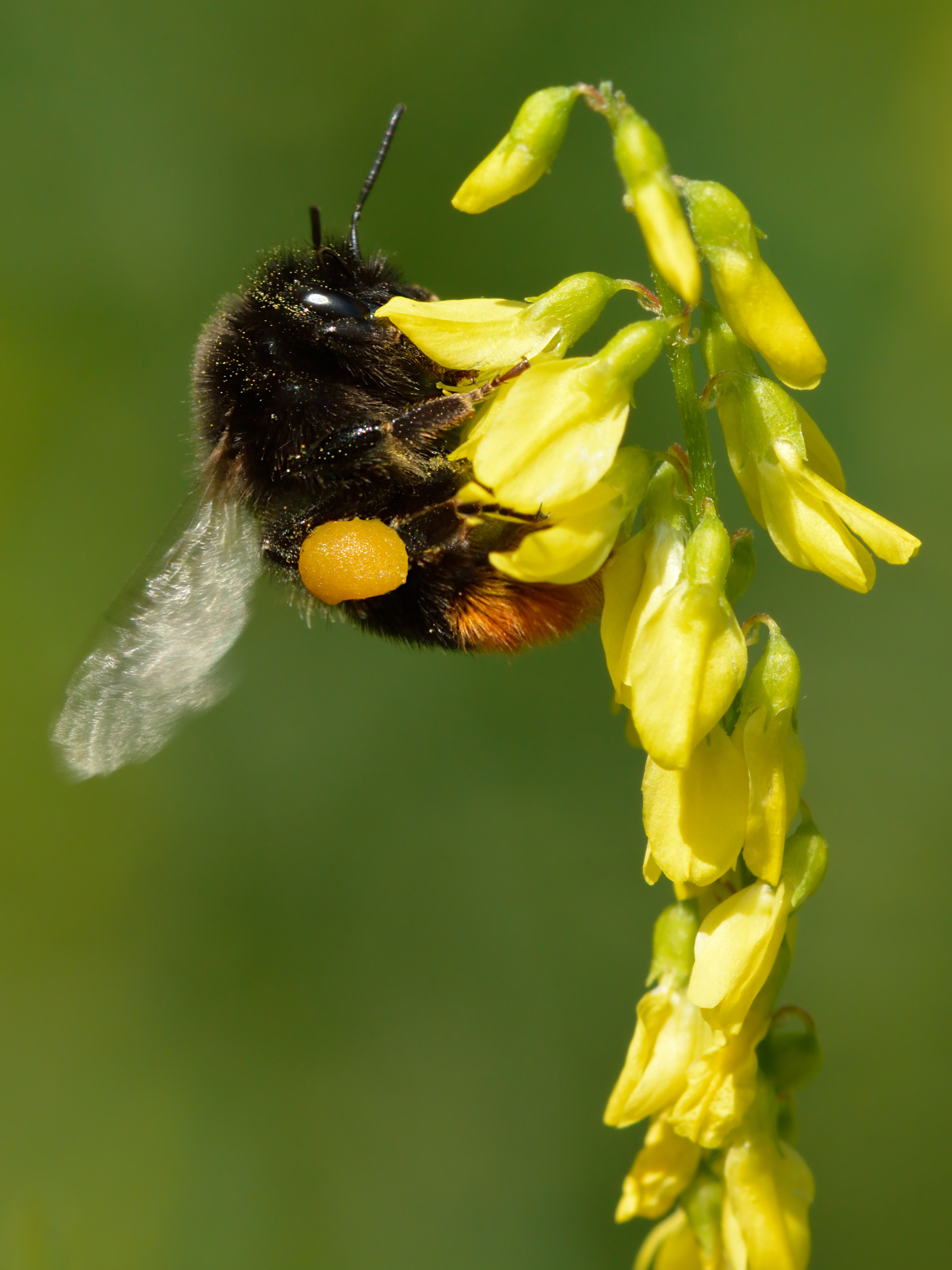